# Diocèse d'Eichstätt
Le diocèse d'Eichstätt (en latin Dioecesis Eystettensis) est un diocèse catholique d'Allemagne, situé en Haute-Bavière. Il a son siège à la cathédrale d'Eichstätt, et est suffragant de l'archidiocèse de Bamberg.
Créé en 745, par saint Boniface, l'évêque de Mayence, il constitua une principauté ecclésiastique du Saint-Empire romain germanique et resta suffragant de l'ancienne province ecclésiastique de Mayence, jusqu'à ce qu'il fût médiatisé en 1805.

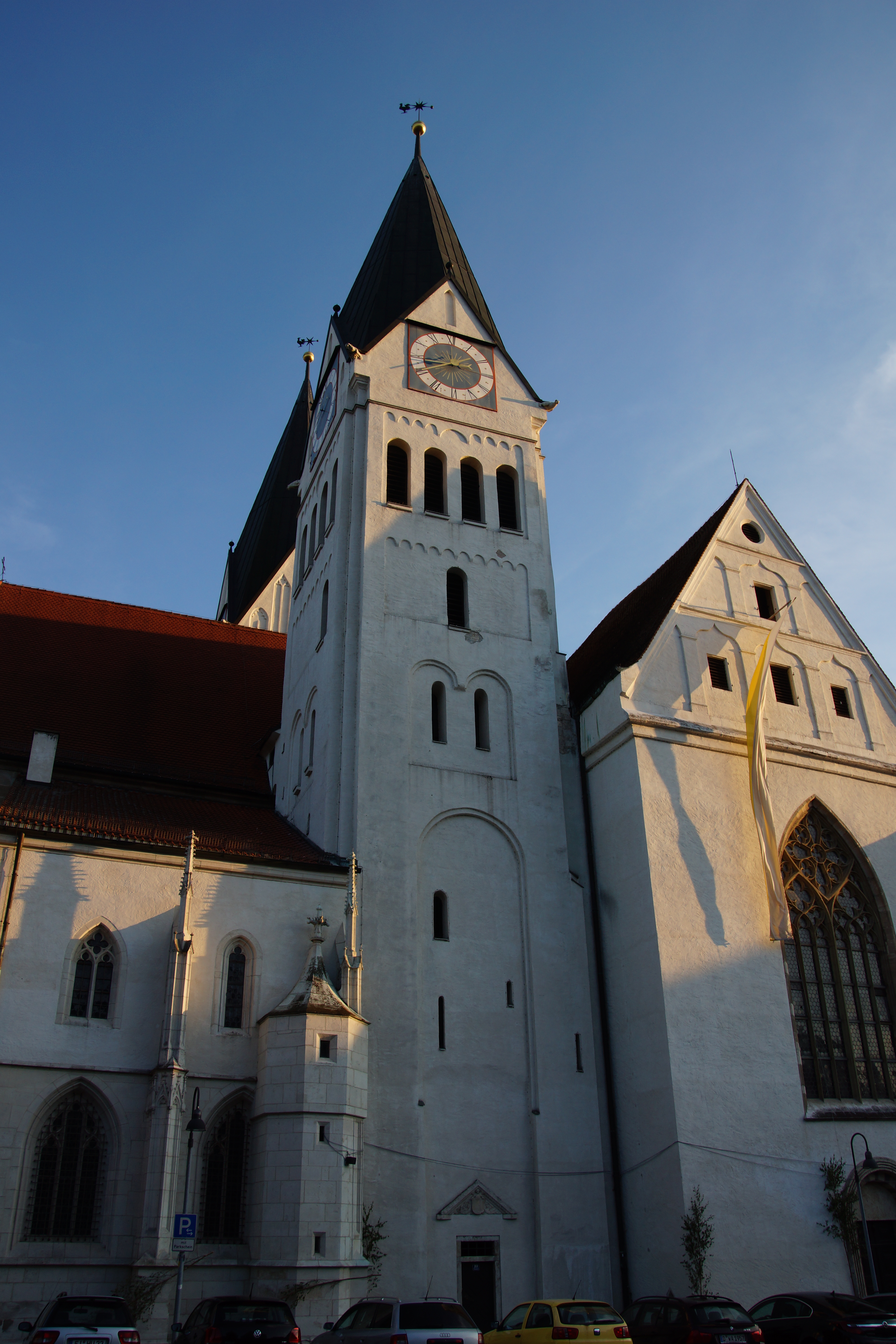
La cathédrale Notre-Dame-Saint-Sauveur-et-Saint-Willibald d'Einchstätt.